# Highfield Road
Highfield Road var et fodboldstadion i byen Coventry, England. Det var hjemmebanen for Coventry City i 106 år. Stadionet blev nedrevet i 2006.

## Eksterne links
- Artikel om stadionguide